# Alejandro Gómez Bermúdez
Francisco Alejandro Gómez Bermúdez (Puriscal, San José, Costa Rica, 8 de abril de 1989) es un futbolista costarricense que juega como portero y actualmente milita en el Santos de Guápiles de la Liga Promérica de Costa Rica.

## Trayectoria

### Inicios
Alejandro Gómez es originario de Puriscal, San José. Inició su carrera futbolística en las divisiones inferiores de Liga Deportiva Alajuelense, ganando los torneos de las categorías Sub-15, Sub-17 y alto rendimiento en una oportunidad cada una. Aunque estaba listo para dar el salto a la escuadra absoluta, el portero no logró llegar a la plantilla y fue prestado al Municipal Grecia que competía en la Segunda División a principios de 2009.

### C. S. Cartaginés
Una vez que acabó la cesión con los griegos, el equipo dueño de su ficha le terminó dejando libre. El 14 de enero de 2011, se convierte en nuevo refuerzo del Cartaginés junto al delantero Andrés Lezcano. Hace su debut formal en la Primera División el 10 de noviembre en la victoria por 3-1 sobre Orión en el Estadio "Fello" Meza, tras haber ingresado de cambio al minuto 84' por Luis Torres.
El 25 de mayo de 2013, Gómez obtiene el subcampeonato del certamen de Verano al ver a su equipo caer derrotado en la tanda de penales frente al Herediano.
El 10 de agosto de 2014, el cancerbero consigue el primer título oficial en su palmarés ante el Deportivo Saprissa, con triunfo por 3-2 en la final del Torneo de Copa.
Los resultados para Alejandro mejoraron en cuanto a su participación en el club, siendo pieza importante en las alineaciones estelares durante el Campeonato de Invierno 2014, con diecinueve presencias donde dejó el arco invicto en siete veces. Asimismo, logró acceder a la instancia de semifinales y al cierre del torneo no defraudó, para ser colocado como uno de los futbolistas más regulares en un diario importante costarricense. Trasladó su buen momento a la competición de Verano 2015, jugando un total de dieciocho compromisos de veintidós totales de la fase de clasificación.
El 19 de noviembre de 2015, jugó su primera final como titular contra Herediano en la disputa por el título del Torneo de Copa y atajó los lanzamientos de penal de los rivales Jonathan Hansen y Elías Aguilar, para convertir a su conjunto campeón por segundo año consecutivo.
Luego de cinco años ligado al Cartaginés, Gómez es rescindido de su contrato el 15 de diciembre de 2016 cuando aún le restaban seis meses más del mismo.

### Santos de Guápiles
El 29 de diciembre de 2016, el Santos de Guápiles hace oficial su contratación tras haber quedado algunos días como agente libre. Debuta con la camiseta santista el 5 de marzo de 2017 en el empate 1-1 frente al Herediano.
Gómez alternó la portería con Bryan Morales tanto en el Torneo de Apertura 2017 como en la Liga Concacaf de ese año, llegando hasta la final de manera invicta pero perdiendo esta última serie en penales ante el Olimpia de Honduras.
El 18 de diciembre de 2017, toma la difícil decisión de abandonar el club buscando un mejor futuro deportivo al no renovar su contrato.

### C. D. Oriente Petrolero
El 2 de enero de 2018, se hace oficial el fichaje del jugador en el Oriente Petrolero de Bolivia, para que fuese el reemplazo del portero Romel Quiñonez quien recién salía de la institución. Se destaca su participación en la fase uno de la Copa Libertadores en la que su equipo venció por goles fuera de casa al Universitario de Perú. Sin embargo, quedó fuera de convocatoria en la siguiente etapa que enfrentó al también boliviano Jorge Wilstermann.

### Deportivo Saprissa
Alejandro regresó a su país y el 29 de mayo de 2018 fue adquirido por el Deportivo Saprissa hasta 2020.
Para el Clausura 2019 y fases finales terminó el torneo siendo el portero titular con una buena participación.
El 26 de noviembre de 2019 se proclama campeón de Liga Concacaf, tras vencer en la final al Motagua de Honduras. El 29 de junio de 2020, Gómez alcanzó su primer título nacional con Saprissa, en la victoria por la serie final del Torneo de Clausura sobre Alajuelense. El 6 de julio firmó su renovación en el equipo.
El 26 de mayo de 2021, Gómez se consagra campeón del Torneo de Clausura mediante el triunfo global de 2-4 sobre el Herediano. El 28 de mayo se comunicó su salida del club tras finalizar su contrato. En el equipo morado, Alejandro jugó 19 partidos y encajó 21 goles.

## Selección nacional
El 20 de junio de 2007, el entrenador de la Selección Sub-20 de Costa Rica Geovanny Alfaro, anunció la lista oficial de veintiún futbolistas convocados para la Copa Mundial de la categoría que se llevó a cabo en Canadá, en la que Gómez quedó dentro de los escogidos. Permaneció en la suplencia en los tres juegos disputados de la fase de grupos frente a los combinados de Nigeria (derrota 1-0), Japón (pérdida 0-1) y Escocia (victoria 2-1).
En agosto de 2016 fue parte de los microciclos estando a disposición del entrenador de la selección costarricense Óscar Ramírez.

### Participaciones con la selección
| Competición                 | Sede   | Resultado      |
| --------------------------- | ------ | -------------- |
| Copa Mundial Sub-20 de 2007 | Canadá | Fase de grupos |

## Estadísticas

### Clubes
| Club                        | País       | Año         |
| --------------------------- | ---------- | ----------- |
| Municipal Grecia (Préstamo) | Costa Rica | 2009 - 2010 |
| C. S. Cartaginés            | Costa Rica | 2011 - 2016 |
| Santos de Guápiles          | Costa Rica | 2017        |
| C. D. Oriente Petrolero     | Bolivia    | 2018        |
| Deportivo Saprissa          | Costa Rica | 2018 - 2021 |
| Jicaral                     | Costa Rica | 2021        |
| Municipal Turrialba         | Costa Rica | 2022 - 2023 |
| Municipal Grecia            | Costa Rica | 2023        |
| Santos de Guápiles          | Costa Rica | 2024        |

### Participaciones internacionales a nivel club
| 1  | 27-06-2015 | Toyota Field, San Antonio, Texas, Estados Unidos             | San Antonio Scorpions   | Bandera de Estados Unidos    | 0-1 | Bandera de Costa Rica | C. S. Cartaginés        | Amistoso internacional | [ 29 ] |
| 2  | 26-06-2016 | Estadio David Cordón, Guastatoya, Guatemala                  | Deportivo Guastatoya    | Bandera de Guatemala         | 0-1 | Bandera de Costa Rica | C. S. Cartaginés        | Amistoso internacional | [ 30 ] |
| 3  | 10-07-2016 | Estadio Rafael Ángel Camacho, Turrialba, Cartago, Costa Rica | C. S. Cartaginés        | Bandera de Costa Rica        | 2-1 | Bandera de Panamá     | C. D. Árabe Unido       | Amistoso internacional | [ 31 ] |
| 4  | 11-07-2017 | Estadio Independencia, Estelí, Nicaragua                     | UNAN Managua F. C.      | Bandera de Nicaragua         | 0-3 | Bandera de Costa Rica | Santos de Guápiles      | Amistoso internacional | [ 32 ] |
| 5  | 13-07-2017 | Estadio Independencia, Estelí, Nicaragua                     | Managua F. C.           | Bandera de Nicaragua         | 1-2 | Bandera de Costa Rica | Santos de Guápiles      | Amistoso internacional | [ 33 ] |
| 6  | 15-07-2017 | Estadio Olímpico de San Marcos, Carazo, Nicaragua            | Diriangén F. C.         | Bandera de Nicaragua         | 1-3 | Bandera de Costa Rica | Santos de Guápiles      | Amistoso internacional | [ 34 ] |
| 7  | 08-08-2017 | Estadio Hasely Crawford, Puerto España, Trinidad y Tobago    | San Juan Jabloteh       | Bandera de Trinidad y Tobago | 1-2 | Bandera de Costa Rica | Santos de Guápiles      | Liga Concacaf 2017     | [ 35 ] |
| 8  | 22-08-2017 | Estadio Nacional, San José, Costa Rica                       | Santos de Guápiles      | Bandera de Costa Rica        | 1-0 | Bandera de Panamá     | Chorrillo F. C.         | Liga Concacaf 2017     | [ 36 ] |
| 9  | 21-09-2017 | Estadio Nacional, San José, Costa Rica                       | Santos de Guápiles      | Bandera de Costa Rica        | 1-0 | Bandera de Panamá     | C. D. Árabe Unido       | Liga Concacaf 2017     | [ 37 ] |
| 10 | 22-01-2018 | Estadio Ramón Aguilera, Santa Cruz de la Sierra, Bolivia     | C. D. Oriente Petrolero | Bandera de Bolivia           | 2-0 | Bandera de Perú       | Club Universitario      | Copa Libertadores 2018 | [ 38 ] |
| 11 | 26-01-2018 | Estadio Monumental, Lima, Perú                               | Club Universitario      | Bandera de Perú              | 3-1 | Bandera de Bolivia    | C. D. Oriente Petrolero | Copa Libertadores 2018 | [ 39 ] |
| 12 | 07-08-2019 | Estadio Ricardo Saprissa, San José, Costa Rica               | Deportivo Saprissa      | Bandera de Costa Rica        | 3-1 | Bandera de Belice     | Belmopan Bandits        | Liga Concacaf 2019     | [ 40 ] |

Fuentes: Soccerway y Transfermarkt

## Palmarés

### Títulos nacionales
| Título             | Club               | País       | Año  |
| ------------------ | ------------------ | ---------- | ---- |
| Copa Banco Popular | C. S Cartaginés    | Costa Rica | 2014 |
| Copa Banco Popular | C. S Cartaginés    | Costa Rica | 2015 |
| Torneo de Clausura | Deportivo Saprissa | Costa Rica | 2020 |
| Torneo de Clausura | Deportivo Saprissa | Costa Rica | 2021 |

### Títulos internacionales
| Título        | Club               | Lugar    | Año  |
| ------------- | ------------------ | -------- | ---- |
| Liga Concacaf | Deportivo Saprissa | Honduras | 2019 |

### Distinciones individuales
| Distinción                                                           | Año  |
| -------------------------------------------------------------------- | ---- |
| Equipo ideal del Campeonato de Invierno 2014 del diario La Nación    | 2014 |
| Equipo ideal del Campeonato de Verano 2015 del diario La Nación      | 2015 |
| Atajada del partido de la Liga Concacaf 2017 (vs. San Juan Jabloteh) | 2017 |
| Atajada del partido de la Liga Concacaf 2017 (vs. Chorrillo)         | 2017 |
| Atajada del partido de la Liga Concacaf 2017 (vs. Árabe Unido)       | 2017 |